# Touwfabriek G. van der Lee
Touwfabriek G. van der Lee uit Oudewater is een producent van touwtoepassingen. De touwfabriek was tot de overname in 2013 door de Hendrik Veder Group het oudste familiebedrijf van Nederland. De Koninklijke Tichelaar Makkum is sedertdien het oudste familiebedrijf in Nederland. Het bedrijf is opgericht door Jan Pietersz. van der Lee rond 1545 en behoort daarmee nog wel altijd tot de oudste nog bestaande bedrijven van Nederland.

## Geschiedenis
Touwfabriek G. van der Lee is vanaf haar oprichting in 1545 tot heden gevestigd in Oudewater. De fabriek is steeds in het bezit geweest van rechtstreekse afstammelingen van touwslager Jan Pietersz. van der Lee. Zijn geboortejaar - circa 1545 - geldt als het oprichtingsjaar van de fabriek. De grondstof voor touw was de in de omgeving gekweekte vezelhennep. 

### 1545 - 1860
Jan Pietersz. Van der Lee behoorde tot wat men de gegoede burgerij van Oudewater zou kunnen noemen. Veel lijnbanen in Oudewater waren in zijn bezit. Dit blijkt onder meer uit de stadsrekening van Oudewater uit het jaar 1579, hierin staat onder het kopje "Andere ontf. vande baentgens" het volgende: 
"Ontfangen van Jan Pietersz schout, van baenen bij hem in voortijd in hure gehadt xv St." 
Ook de zoon van Jan Pietersz. (1580 - 1625) was lijndraaier en bezat meerdere lijnbanen in Oudewater. Na de dood van Jan Pietersz. zetten Heijndrick (1620-1697) en Gijsbert Heijndricksz van der Lee (1645-1694) de zaak voort. Zij bezaten blijkens een inventaris uit 1694 een "Groffgarens-baen ende baenhuis met het regt van op-padt en spinnen opde Agterstraat te Oudewater". 
De drie zoons van Gijsbert Heijndricksz. - Adrianus, Cornelis en Jan - namen na diens overlijden de zaak over.
De oudste zoon van Jan Gijsbertsz. was Gijsbert, maar de dynastie werd voortgezet door zijn broer Adrianus van der Lee (1721-1766). Diens zoon Cornelis van der Lee (1753-1826) kocht in 1787 van zijn oom Gijsbert van der Lee: "Een lijnbaan en erve met een schuur en thuin, staande ende geleegen in den Bieze, en de muur van den Thuijn uitkomende op het Amsterdamsche Veer in Oudewater". 

### 1860 - 1919

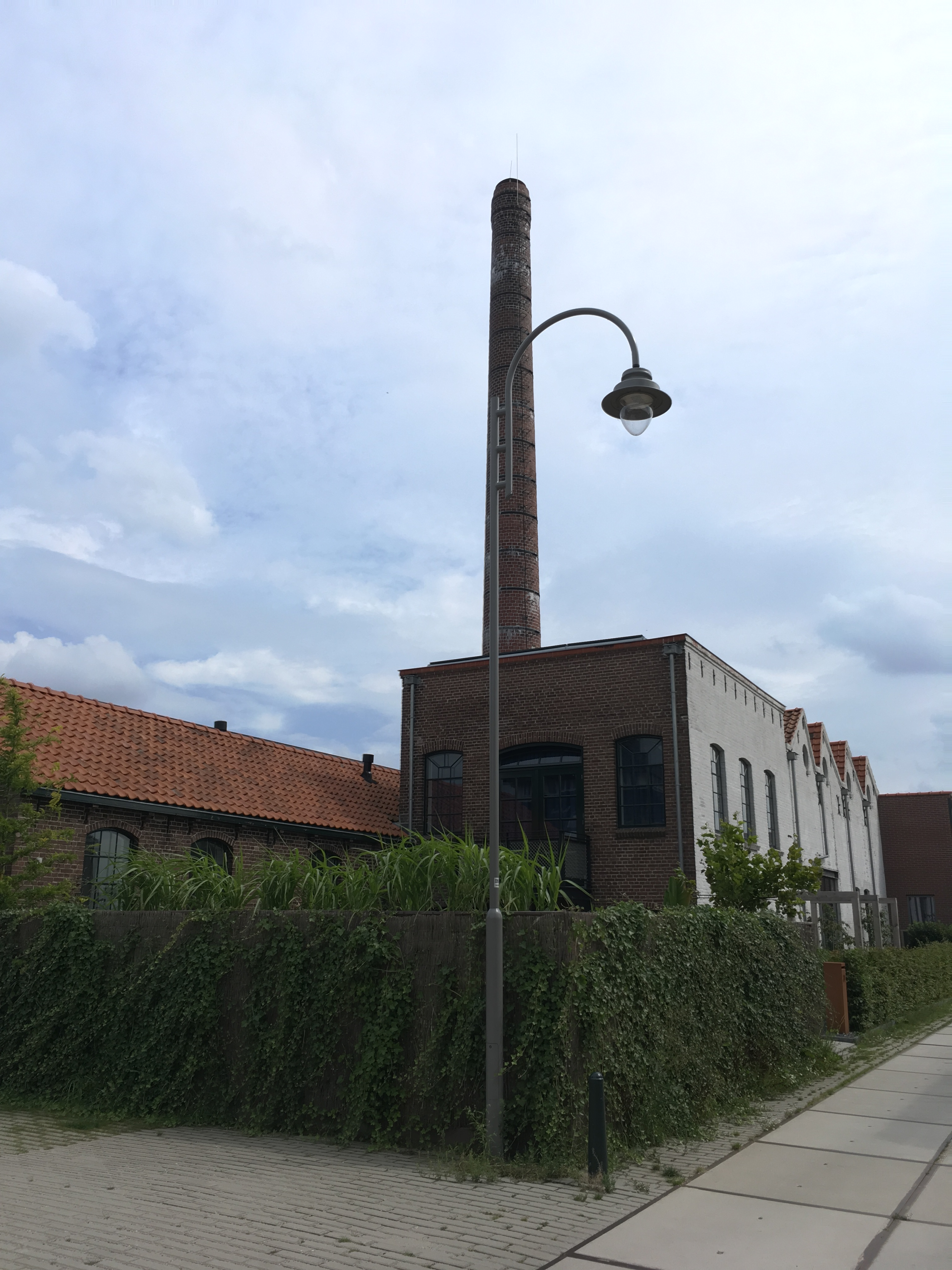
Ketelhuis en schoorsteen Touwfabriek G. van der Lee

Van de zestiende tot in de negentiende eeuw veranderde er niet veel in de touwfabricage. Met behulp van eenvoudige werktuigen voerden mensenhanden de vele handelingen uit die het touw deden ontstaan. In de eerste helft van de negentiende eeuw ging het de Nederlandse scheepsbouw voor de wind en hiervan profiteerden ook de touwslagerijen.
In de jaren 60 van de negentiende eeuw vond er een omwenteling plaats. Langzaam kwam de industriële revolutie opgang.
Ook voor de familie Van der Lee waren er veranderingen op komst. Adrianus van der Lee (1787-1856) noemde zich fabrikant, maar was in feite nog een touwslager van de oude stempel. Zijn zoon Gijsbert (1819-1903) echter, loodste het familiebedrijf de moderne tijd in. 
Gijsbert van der Lee besloot in 1880 de stap naar het stoomtijdperk te wagen en ging over tot het oprichten van een stoomtouwslagerij. Voor de bouw van de stoomtouwslagerij werd gekozen voor een langgerekt stuk grond in de polder Hekendorp, net buiten Oudewater. De fabriek is nog altijd op dit terrein gevestigd.  
In 1886 liet Gijsbert van der Lee een gebouw van "steen en ijzer…" bouwen "om daarin te plaatsen de ketel tot het kooken van teer, benoodigd voor het teren der in de stoomtouwslagerij vervaardigde touwwerken". Aldus uit de tekst van de door de gemeente Hekendorp verstrekte vergunning. Dat gebeurde onder felle protesten van de buren. In de jaren rond de eeuwwisseling is naast de stoomtouwslagerij ook een machinale spinnerij opgezet. 
Op 28 december 1903 overleed de oprichter van de moderne touwfabriek, Gijsbert van der Lee, op 84-jarige leeftijd in zijn aan de IJssel gelegen villa "Klein Hekendorp" schuin tegenover de fabriek. Zijn beide zoons Adrianus en Cornelis Gijsbertus volgden hem op. Het bedrijf werd omgezet in de vennootschap onder firma G. van der Lee.

### 1919 - 1938
Op 1 juli 1919 trad Cornelis Gijsbertus van der Lee uit de vennootschap. Het bedrijf werd overgedragen aan zijn broer Adrianus (1854-1920) en diens zoon Gijsbert (1883-1966). 
Op 13 mei 1920 overleed Adrianus van der Lee. Voor Gijsbert van der Lee brak een moeilijke tijd aan. Hijzelf was slechts voor een klein deel eigenaar van het bedrijf. Hij moest de zeggenschap delen met zijn drie broers Klaas, Jan en Piet, zijn zuster Marretje, zijn zwager Arie Beijen en zijn moeder Christina Vriesman. 
In 1936 kocht Gijsbert van der Lee zijn familie uit. Voorwaarde was, de aankoop van touwslagerij "De Oude Lijnbaan" in Vlaardingen waarvan broer Piet van der Lee directeur werd. In deze periode werd ook een eerste vrachtauto aangekocht voor het vervoer van het touwwerk. 

### 1960 - 2013
In 1960 ontwierp Wim van der Lee samen met zijn bedrijfsleider grote vlechtmachines voor de vervaardiging van zware trossen voor de scheepvaart en de offshore-industrie. De strengen voor deze zware trossen werden op hun beurt vaak op de oude lijnbaan gedraaid. Zo combineerde men oude en nieuwe technieken bij de productie van touw. 
Het jaar 1965 betekende voor de touwindustrie een belangrijk omslagpunt. In dit jaar kwamen de eerste synthetische garens op de markt. De nieuwe grondstof had een driemaal zo grote breekkracht als manilla en was bovendien ongevoelig voor vocht. De ontwikkelingen in de kunststoffenindustrie volgden elkaar in snel tempo op. Besloten werd deze garens in te gaan kopen en niet zelf te produceren. Dit betekende het einde van de spinnerij.
Op 1 juli 1984 werden naast Johan Joseph Breen als commissarissen benoemd de dochter en zoon van Wim van der Lee, Saskia en Gijsbert van der Lee en hun neef Willem Hendrik Scheijgrond, oudste zoon van Christina van der Lee, zuster van Wim van der Lee.

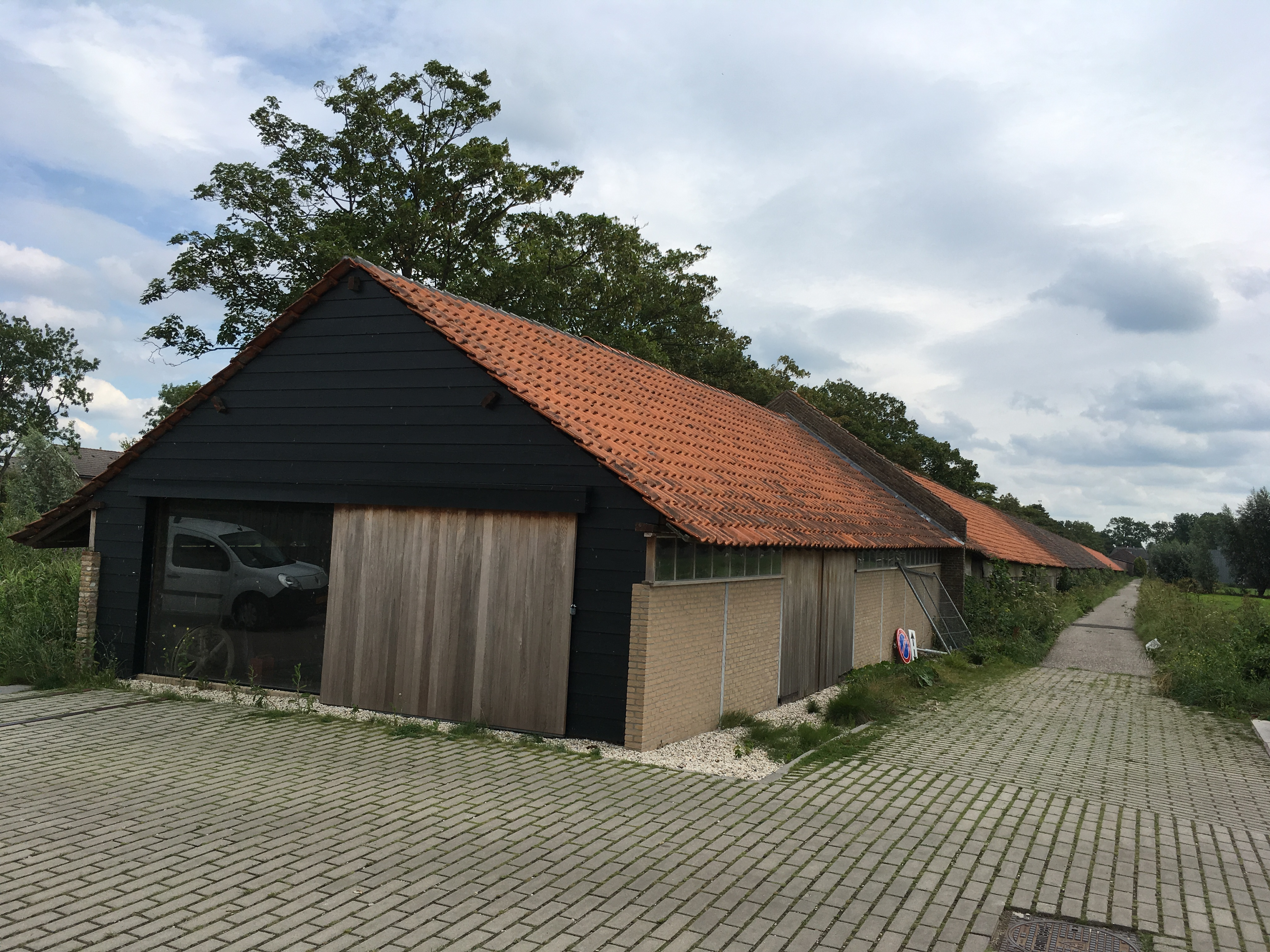
Lijnbaan bij touwfabriek G. van der Lee

Bernhard de Wit werd benoemd tot directeur. Door de importen uit grondstof-producerende landen ging men over tot specialisaties. Na deze omslag in de productie werd in 1993 besloten tot bouw van een nieuwe fabriek. In deze fabriek worden op moderne slag- en vlechtmachines vele soorten touw vervaardigd.
Bij Touwfabriek G. van der Lee worden ambachtelijke en industriële technieken nog altijd gecombineerd. Op de 350 m lange lijnbaan worden nog steeds trossen geslagen voor visserij, watersport en replica's van V.O.C.-schepen.

### 2013 - heden
In 2013 is de fabriek opgenomen in de organisatie van de Hendrik Veder Group. 

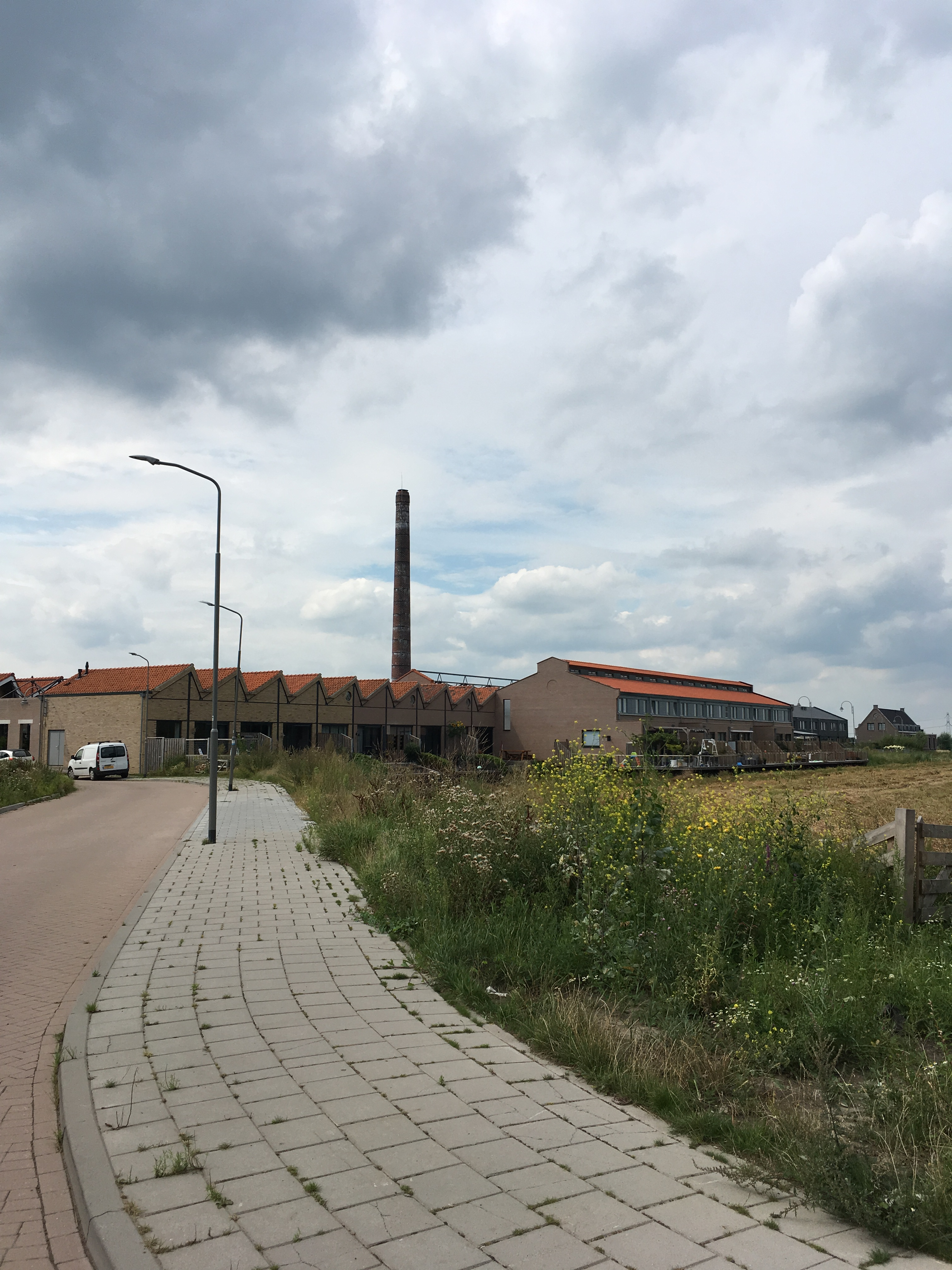
Woonwijk in historische panden Touwfabriek G. van der Lee

Vanaf 2015 zijn in en om de in onbruik geraakte 19e-eeuwse gebouwen van de touwfabriek woningen gerealiseerd. Dit heeft geleid tot een industriële nieuwbouwwijk. Enkele panden, zoals het ketelhuis en de schoorsteen zijn bewaard gebleven en hebben een centrale plaats in deze wijk gekregen.
In april 2021 verhuisden de activiteiten van het bedrijf naar Rotterdam.

## Externe link

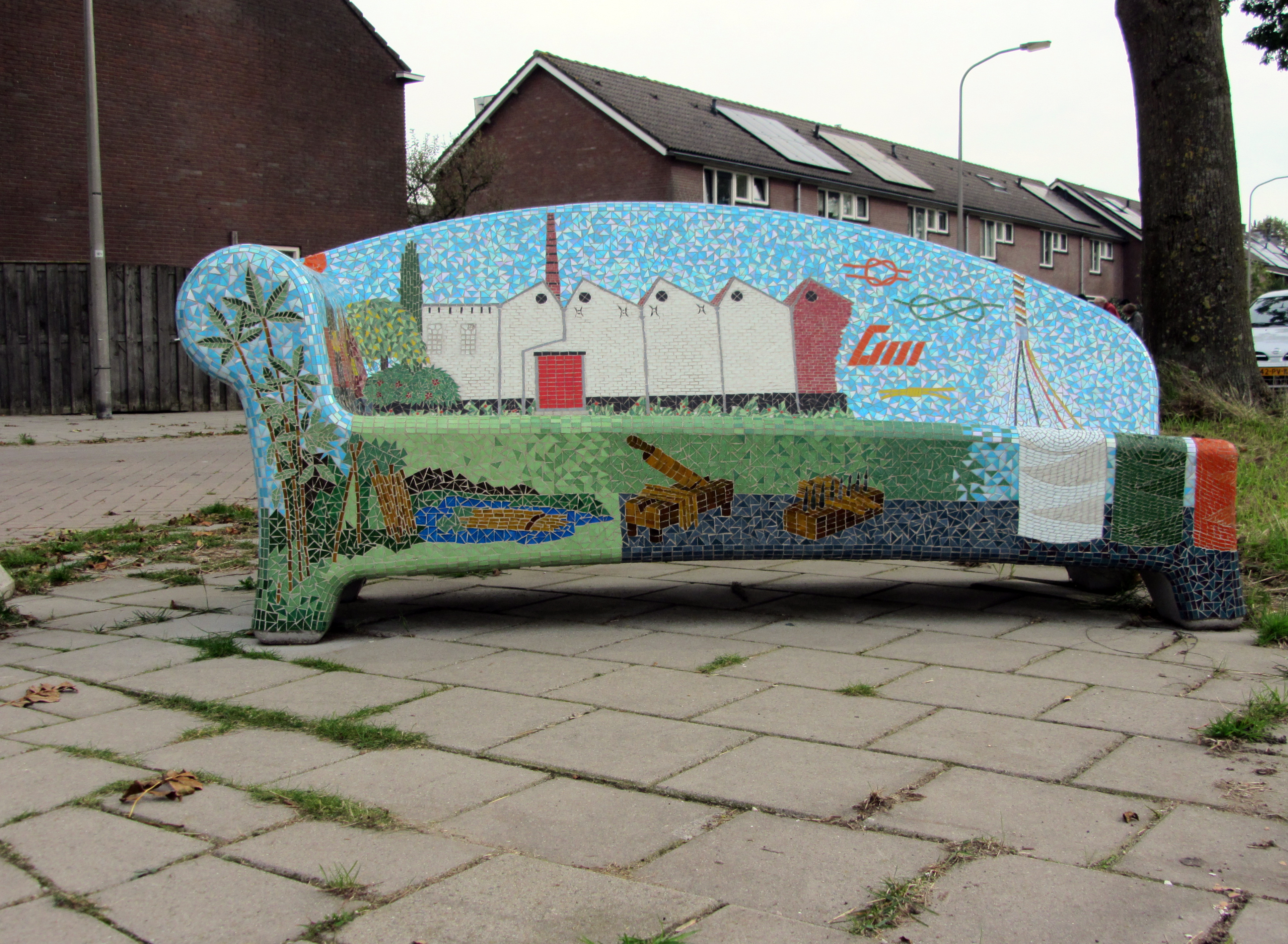
Mozaïekbank, social sofa met als thema de Touwfabriek